# I liga 1953-1954 (pallacanestro maschile)
La I liga 1953-1954 è stata la 20ª edizione del massimo campionato polacco di pallacanestro maschile. La vittoria finale è stata ad appannaggio del Wisła Cracovia.

## Risultati

### Stagione regolare
|     | Squadra          | G  | V  | P  | PF   | PS   | Pt. | Qualificazione        |
| --- | ---------------- | -- | -- | -- | ---- | ---- | --- | --------------------- |
| 1.  | Wisła Cracovia   | 20 | 17 | 3  | 1340 | 1037 | 37  |                       |
| 2.  | Polonia Varsavia | 20 | 15 | 5  | 1276 | 1096 | 35  |                       |
| 3.  | Spójnia Danzica  | 20 | 14 | 6  | 1218 | 1123 | 34  |                       |
| 4.  | ŁKS Łódź         | 20 | 11 | 9  | 1214 | 1256 | 31  |                       |
| 5.  | Legia Varsavia   | 20 | 11 | 9  | 1213 | 1159 | 31  |                       |
| 6.  | Warta Poznań     | 20 | 11 | 9  | 1141 | 1143 | 31  |                       |
| 7.  | Lech Poznań      | 20 | 10 | 10 | 1234 | 1227 | 30  |                       |
| 8.  | AZS Varsavia     | 20 | 9  | 11 | 1095 | 1208 | 29  |                       |
| 9.  | Budowlani Toruń  | 20 | 5  | 15 | 1038 | 1170 | 25  | retrocesse in II liga |
| 10. | Tramwajarz Łódź  | 20 | 5  | 15 | 1028 | 1158 | 25  | retrocesse in II liga |
| 11. | Spójnia Łódź     | 20 | 2  | 18 | 1004 | 1324 | 22  | retrocesse in II liga |

| I liga 1953-1954         |
| ------------------------ |
| Wisła Cracovia 1º titolo |

## Formazione vincitrice
| N° | Naz.               | Ruolo | Sportivo                   |  | Alt. |  |
| -- | ------------------ | ----- | -------------------------- |  | ---- |  |
|    | Polonia (bandiera) |       | Stanisław Bartik           |  |      |  |
|    | Polonia (bandiera) |       | Jerzy Bętkowski            |  |      |  |
|    | Polonia (bandiera) | C     | Zdzisław Dąbrowski         |  |      |  |
|    | Polonia (bandiera) |       | Leszek Łapot               |  |      |  |
|    | Polonia (bandiera) |       | Ludwik Miętta-Mikołajewicz |  |      |  |
|    | Polonia (bandiera) |       | Jan Mikułowski             |  |      |  |
|    | Polonia (bandiera) |       | Ryszard Niewodowski        |  |      |  |
|    | Polonia (bandiera) | G     | Tadeusz Pacuła             |  | 187  |  |
|    | Polonia (bandiera) |       | Antoni Paszkowicz          |  |      |  |
|    | Polonia (bandiera) |       | Roman Pyjos                |  |      |  |
|    | Polonia (bandiera) |       | Mieczysław Sikora          |  |      |  |
|    | Polonia (bandiera) |       | Tadeusz Swoboda            |  |      |  |
|    | Polonia (bandiera) |       | Maciej Wężyk               |  |      |  |
|    | Polonia (bandiera) | A     | Stefan Wójcik              |  |      |  |
|    | Polonia (bandiera) | All.  | Jerzy Groyecki             |  |      |  |